# Dale (Oklahoma)
Dale es un lugar designado por el censo ubicado en el condado de Pottawatomie  en el estado estadounidense de Oklahoma. En el año 2010 tenía una población de 181 habitantes y una densidad poblacional de 90,5 personas por km².

## Geografía
Dale se encuentra ubicado en las coordenadas 35°23′3.09″N 97°2′36.64″O / 35.3841917, -97.0435111 (35.384193° -97.043512°). Según la Oficina del Censo de los Estados Unidos, Dale tiene una superficie total de 0,769 mi² (2 km²), de la cual 0,769 mi² (2 km²) corresponden a tierra firme y 0 mi² (0 km²) es agua.